# Phragmatobia faroulti
Phragmatobia faroulti là một loài bướm đêm thuộc phân họ Arctiinae, họ Erebidae.